# Areias (Santo Tirso)
Areias é uma povoação portuguesa do Município de Santo Tirso que foi sede da extinta Freguesia de Areias, freguesia que tinha 2,77 km² de área e 2 454 habitantes (2011), e, por isso, uma densidade populacional de 885,9 h/km².
A Freguesia de Areias foi extinta e agregada às freguesias de Sequeiró, de Lama e de Palmeira, criando-se a União das freguesias de Areias, Sequeirô, Lama e Palmeira. 

## População
| População da freguesia de Areias | População da freguesia de Areias | População da freguesia de Areias | População da freguesia de Areias | População da freguesia de Areias | População da freguesia de Areias | População da freguesia de Areias | População da freguesia de Areias | População da freguesia de Areias | População da freguesia de Areias | População da freguesia de Areias | População da freguesia de Areias | População da freguesia de Areias | População da freguesia de Areias | População da freguesia de Areias |
| -------------------------------- | -------------------------------- | -------------------------------- | -------------------------------- | -------------------------------- | -------------------------------- | -------------------------------- | -------------------------------- | -------------------------------- | -------------------------------- | -------------------------------- | -------------------------------- | -------------------------------- | -------------------------------- | -------------------------------- |
| 1864                             | 1878                             | 1890                             | 1900                             | 1911                             | 1920                             | 1930                             | 1940                             | 1950                             | 1960                             | 1970                             | 1981                             | 1991                             | 2001                             | 2011                             |
| 499                              | 505                              | 503                              | 611                              | 689                              | 732                              | 866                              | 1 326                            | 1 454                            | 1 986                            | 2 134                            | 2 204                            | 2 544                            | 2 599                            | 2 454                            |

| Distribuição da População por Grupos Etários | Distribuição da População por Grupos Etários | Distribuição da População por Grupos Etários | Distribuição da População por Grupos Etários | Distribuição da População por Grupos Etários | Distribuição da População por Grupos Etários | Distribuição da População por Grupos Etários | Distribuição da População por Grupos Etários | Distribuição da População por Grupos Etários | Distribuição da População por Grupos Etários |
| -------------------------------------------- | -------------------------------------------- | -------------------------------------------- | -------------------------------------------- | -------------------------------------------- | -------------------------------------------- | -------------------------------------------- | -------------------------------------------- | -------------------------------------------- | -------------------------------------------- |
| Ano                                          | 0-14 Anos                                    | 15-24 Anos                                   | 25-64 Anos                                   | > 65 Anos                                    |                                              | 0-14 Anos                                    | 15-24 Anos                                   | 25-64 Anos                                   | > 65 Anos                                    |
| 2001                                         | 408                                          | 395                                          | 1 477                                        | 319                                          |                                              | 15,7%                                        | 15,2%                                        | 56,8%                                        | 12,3%                                        |
| 2011                                         | 286                                          | 286                                          | 1 449                                        | 433                                          |                                              | 11,7%                                        | 11,7%                                        | 59,0%                                        | 17,6%                                        |

Média do País no censo de 2001:  0/14 Anos-16,0%; 15/24 Anos-14,3%; 25/64 Anos-53,4%; 65 e mais Anos-16,4%
Média do País no censo de 2011:   0/14 Anos-14,9%; 15/24 Anos-10,9%; 25/64 Anos-55,2%; 65 e mais Anos-19,0%

## História
Foi sede de uma freguesia extinta (agregada) em 2013, no âmbito de uma reforma administrativa nacional, para em conjunto com as freguesias de Sequeiró, Lama e Palmeira, formar uma nova freguesia denominada União das Freguesias de Areias, Sequeiró, Lama e Palmeira.

## Património
- Caldas da Saúde
- Colégio das Caldinhas